# 보비 플레이

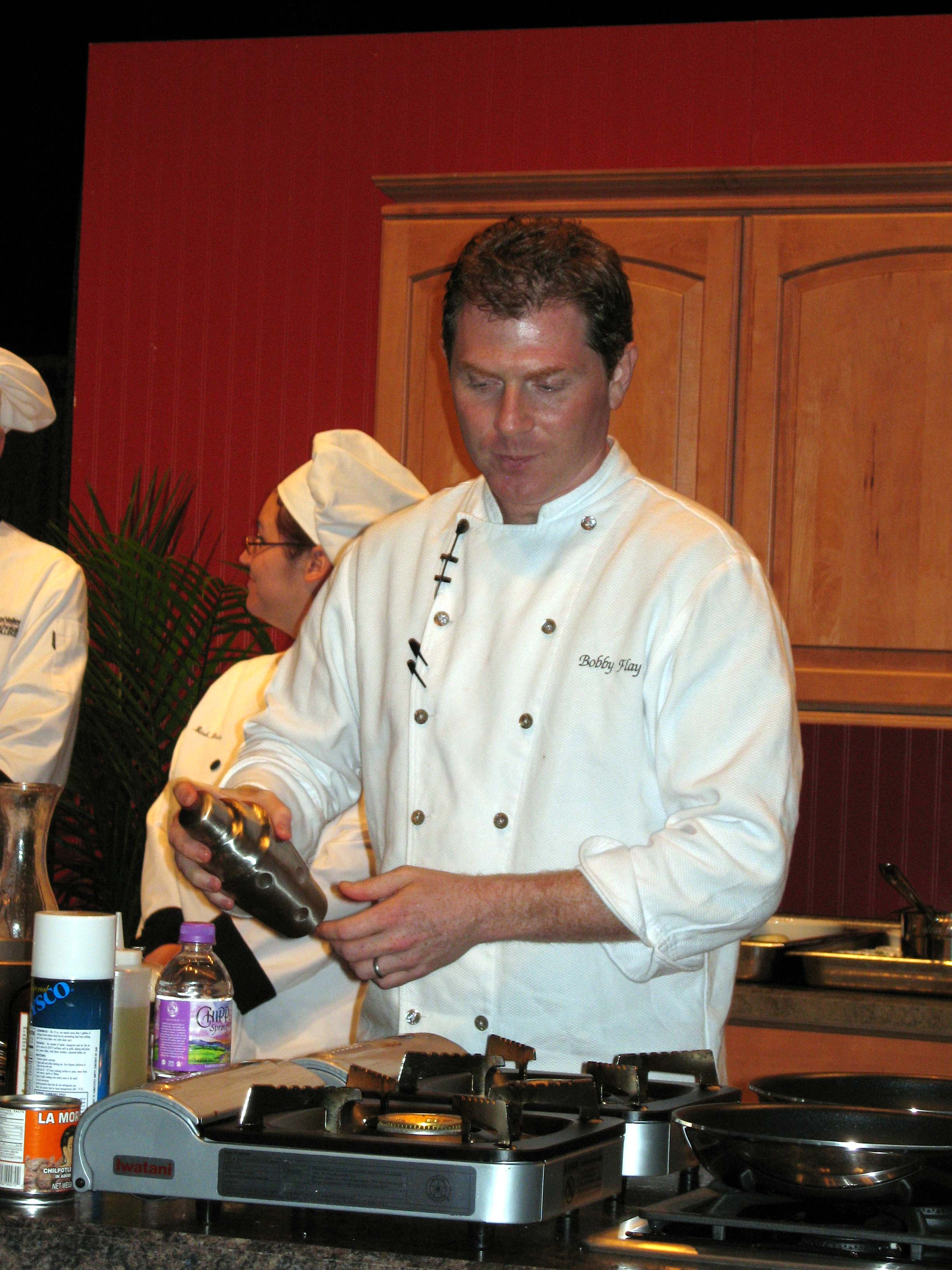

보비 플레이(Bobby Flay, 1964년 12월 10일 ~ )는 미국의 요리사, 식당 경영자이다.